# ナチ党勤続章
党勤続章（独：Dienstauszeichnung der NSDAP）は国家社会主義ドイツ労働者党（ナチ党）の勲章である。

## 概要
ナチ党勤続章は、10年勤続者への銅章、15年勤続者への銀章、25年勤続者への金章の3等級に分けられていた。各章の裏面には『Treue für Führer und Volk（総統と国民への忠誠のため）』の碑文が刻印された。勤続章は、僅に湾曲した4つの腕部を持つ『名誉十字（Ordenskreuz）』の形をとっている。十字の中央には、オークの葉の花輪を掴んだ国家鷲章がついた。十字の腕部の間に光線があり、30mmのリボンに吊り下げられていた。
1939年4月2日、アドルフ・ヒトラーは、受賞資格を満たした男女党員のため本勲章の発行を命じ、1940年1月30日に最初に授与された。
ナチ党が25年（1920年～1945年）までしか存続しなかったにもかかわらず勤続章の最高年数は25年となっていたが、これは、1925年から1933年までの間、ナチ党に所属していた党員を古参闘士として優遇しており、1925年2月から1933年1月までの党員は勤続年数を2倍にして換算していた。そのため、年数を満たした古参党員には1945年以前から勤続25年金章が授与された。また、受章にあたっては以下の例外を除いて、党勤続年数は途切れないようにする必要があった。
- 2年以下の兵役への従事。
- スペイン内戦（1936年から1939年）への従軍。
- 1939年9月以降のドイツ国防軍への兵役期間[2]。

## デザイン

### 10年銅章
全体は銅色となっており、リボンは30mmのダークブラウンを基調とし、縁には2本の細い白色のストライプ線が付いた。

### 15年銀章
十字の腕部と花輪の中央部分は銀メッキと紺色のエナメルとなっていた。裏の碑文は銀色で、青色のエナメルが施された。リボンは30mmの青色を基調とし、縁には2本の細いシルバーグレーのストライプ線がついた。

### 25年金章
十字の腕部と花輪の中央部分は金メッキと白のエナメルとなっていた。裏の碑文は金色で、白のエナメルが施された。リボンは30mmの赤色を基調とし、縁は白に金色のストライプ線が配色された。この勤続章は、死後に特進として授与されることがあった。

## 略授
党勤続章は左胸ポケット上部に略綬として併用されていた。女性党員の受章者は、首周り様の15mmのリボンが付属し、ネックレスと同様の形で併用した。略授のリボンは等級ごとに配色され、オークの花輪に包まれた国家鷲章がついた。略授は全等級すべての併用が許可されており、配置は左から金、銀、銅章となった。

## 等級一覧
| 画像 |              |              |              |
| 略授 |              |              |              |
| 等級 | 勤続25年金章 | 勤続15年銀章 | 勤続10年銅章 |